# Lista över grässläkten
Detta är en lista över släkten i familjen gräs (Poaceae) alfabetiskt ordnad efter de vetenskapliga namnen.

## A
| Vetenskapligt namn             | Auktor                          | Svenskt namn | Källa | Underfamilj   |
| ------------------------------ | ------------------------------- | ------------ | ----- | ------------- |
| Acamptoclados → Eragrostis     |                                 |              |       | Chloridoideae |
| Achlaena → Arthropogon         |                                 |              |       | Panicoideae   |
| Achnatherum → Stipa            |                                 |              |       | Stipoideae    |
| Aciachne                       | Benth.                          |              | IPNI  | Stipoideae    |
| Acidosasa                      | C.D.Chu & C.S.Chao              |              | IPNI  | Bambusoideae  |
| Acostia                        | Swallen                         |              | IPNI  | Panicoideae   |
| Acrachne                       | Wight & Arn. ex Lindl. & Chiov. |              | IPNI  | Chloridoideae |
| Acritochaete                   | Pilg.                           |              | IPNI  | Panicoideae   |
| Acroceras                      | Stapf                           |              | IPNI  | Panicoideae   |
| Actinocladum                   | F.A.McClure ex Soderstr.        |              | IPNI  | Bambusoideae  |
| Aegilops                       | L.                              | bockveten    | NRM   | Pooideae      |
| Aegopogon                      | Willd.                          |              | IPNI  | Chloridoideae |
| Aeluropus                      | Trin.                           |              | IPNI  | Chloridoideae |
| Afrotrichloris                 | Chiov.                          |              | IPNI  | Chloridoideae |
| Agenium                        | Nees                            |              | IPNI  | Panicoideae   |
| Agnesia                        | Zuloaga & E.J.Judziewicz        |              |       | Bambusoideae  |
| Agropyron                      | Gaertn.                         | kamveten     | NRM   | Pooideae      |
| Agropyropsis                   | A.Camus                         |              | IPNI  | Pooideae      |
| Agrostis                       | L.                              | ven          | NRM   | Pooideae      |
| Aira                           | L.                              | småtåtlar    | NRM   | Pooideae      |
| Airopsis                       | Desv.                           |              | IPNI  | Pooideae      |
| Alexfloydia                    | B.K.Simon                       |              | IPNI  | Panicoideae   |
| Alloeochaete                   | C.E.Hubb.                       |              | IPNI  | Arundinoideae |
| Allolepis                      | Soderstr. & H.F.Decker          |              | IPNI  | Chloridoideae |
| Alloteropsis                   | C.Presl                         |              | IPNI  | Panicoideae   |
| Alopecurus                     | L.                              | kavlar       | NRM   | Pooideae      |
| Alvimia                        | Calderón ex Soderstr. & Londoño |              | IPNI  | Bambusoideae  |
| Amblyopyrum → Apocopis         |                                 |              |       | Pooideae      |
| Ammochloa                      | Boiss.                          |              | IPNI  | Pooideae      |
| Ammophila                      | Host                            | sandrör      | NRM   | Pooideae      |
| Ampelocalamus → Sinarundinaria |                                 |              |       | Bambusoideae  |
| Ampelodesmos                   | Link                            |              | SKUD  | Stipoideae    |
| Ampelodesmus → Ampelodesmos    |                                 |              |       |               |
| Amphibromus → Helictotrichon   |                                 |              |       | Pooideae      |
| Amphicarpum                    | Kunth                           |              | IPNI  | Panicoideae   |
| Amphipogon                     | R.Br.                           |              | IPNI  | Arundinoideae |
| Anadelphia                     | Hack.                           |              | IPNI  | Panicoideae   |
| Ancistrachne                   | S.T.Blake                       |              | IPNI  | Panicoideae   |
| Ancistragrostis                | S.T.Blake                       |              | IPNI  | Pooideae      |
| Andropogon                     | L.                              |              | SKUD  | Panicoideae   |
| Andropterum                    | Stapf                           |              | IPNI  | Panicoideae   |
| Anemanthele → Stipa            |                                 |              |       | Stipoideae    |
| Anisantha → Bromus             |                                 |              |       |               |
| Aniselytron → Calamagrostis    |                                 |              |       | Pooideae      |
| Anisopogon                     | R.Br.                           |              | IPNI  | Stipoideae    |
| Anomochloa                     | Brongn.                         |              | IPNI  | Bambusoideae  |
| Anthaenantiopsis               |                                 |              |       | Panicoideae   |
| Anthenantia                    |                                 |              |       | Panicoideae   |
| Anthephora                     | Steud.                          |              | IPNI  | Panicoideae   |
| Anthochloa                     | Nees & Meyen                    |              | IPNI  | Pooideae      |
| Anthoxanthum                   | L.                              | vårbroddar   | NRM   | Pooideae      |
| Antinoria                      | Parl.                           |              | IPNI  | Pooideae      |
| Apera                          | Adans.                          | kösor        | NRM   | Pooideae      |
| Aphanelytrum                   | Hack. ex Sodiro                 |              | IPNI  | Pooideae      |
| Apluda                         | L.                              |              | IPNI  | Panicoideae   |
| Apochiton                      | C.E.Hubb.                       |              | IPNI  | Chloridoideae |
| Apoclada                       | McClure                         |              | IPNI  | Bambusoideae  |
| Apocopis                       | Nees                            |              | IPNI  | Panicoideae   |
| Arberella                      | Soderstr. & C.E.Calderón        |              | IPNI  | Bambusoideae  |
| Arctagrostis                   | Griseb.                         | ryssgräs     | NRM   | Pooideae      |
| Arctophila                     | Rupr. ex Andersson              | hänggräs     | NRM   | Pooideae      |
| Aristida                       | L.                              |              | IPNI  | Arundinoideae |
| Arrhenatherum                  | P.Beauv.                        | knylhavren   | NRM   | Pooideae      |
| Arthragrostis                  | M.Lazarides                     |              | IPNI  | Panicoideae   |
| Arthraxon                      | P.Beauv.                        |              | IPNI  | Panicoideae   |
| Arthropogon                    | Nees                            |              | IPNI  | Panicoideae   |
| Arthrostylidium                | Rupr.                           |              | IPNI  | Bambusoideae  |
| Arundinaria                    | Michx.                          |              | SKUD  | Bambusoideae  |
| Arundinella                    | Raddi                           |              | IPNI  | Panicoideae   |
| Arundo                         | L.                              |              | SKUD  | Arundinoideae |
| Arundoclaytonia                | Davidse & R.P.Ellis             |              | IPNI  | Arundinoideae |
| Asthenochloa                   | Buse                            |              | IPNI  | Panicoideae   |
| Astrebla                       | F.Muell.                        |              | IPNI  | Chloridoideae |
| Athroostachys                  | Benth. ex Benth. & Hook.f.      |              | IPNI  | Bambusoideae  |
| Atractantha                    | McClure                         |              | IPNI  | Bambusoideae  |
| Aulonemia                      | Goudot                          |              | IPNI  | Bambusoideae  |
| Australopyrum → Agropyron      |                                 |              |       | Pooideae      |
| Austrochloris                  | Lazarides                       |              | IPNI  | Chloridoideae |
| Austrofestuca                  | (Tzvelev) E.B.Alexeev           |              | IPNI  | Pooideae      |
| Austrostipa                    | S.W.L.Jacobs & J.Everett        |              | IPNI  | Stipoideae    |
| Avellinia → Trisetaria         |                                 |              |       | Pooideae      |
| Avena                          | L.                              | havren       | NRM   | Pooideae      |
| Axonopus                       | P.Beauv.                        |              | IPNI  | Panicoideae   |

## B
| Vetenskapligt namn               | Auktor                   | Svenskt namn | Källa | Underfamilj     |
| -------------------------------- | ------------------------ | ------------ | ----- | --------------- |
| Bambusa                          | Schreb.                  |              | SKUD  | Bambusoideae    |
| Baptorhachis                     | Clayton & Renvoize       |              | IPNI  | Panicoideae     |
| Bealia → Muhlenbergia            |                          |              |       | Chloridoideae   |
| Beckeropsis → Pennisetum         |                          |              |       | Panicoideae     |
| Beckmannia                       | Host                     | radgräs      | NRM   | Pooideae        |
| Bellardiochloa → Poa             |                          |              |       | Pooideae        |
| Bewsia                           | Goossens                 |              | IPNI  | Chloridoideae   |
| Bhidea                           | Stapf ex Bor             |              | IPNI  | Panicoideae     |
| Blepharidachne                   | Hack.                    |              | IPNI  | Chloridoideae   |
| Blepharoneuron                   | Rydb.                    |              | IPNI  | Chloridoideae   |
| Boissiera                        | Hochst. & Steud.         |              | IPNI  | Pooideae        |
| Boivinella → Cyphochlaena        |                          |              |       | Panicoideae     |
| Bonia → Bambusa                  |                          |              |       | Bambusoideae    |
| Borinda                          | Stapleton                |              | IPNI  | Bambusoideae    |
| Bothriochloa                     | Kuntze                   |              | IPNI  | Panicoideae     |
| Bouteloua                        | Lag.                     | moskitgräs   | SKUD  | Chloridoideae   |
| Brachiaria                       | (Trin.) Griseb.          |              | IPNI  | Panicoideae     |
| Brachyachne                      | (Benth.) Stapf           |              | IPNI  | Chloridoideae   |
| Brachychloa                      | S.M.Phillips             |              | IPNI  | Chloridoideae   |
| Brachyelytrum                    | P.Beauv.                 |              | IPNI  | Stipoideae      |
| Brachypodium                     | P.Beauv.                 | skaftingar   | NRM   | Pooideae        |
| Brachystachyum → Semiarundianria |                          |              |       | Bambusoideae    |
| Briza                            | L.                       | darrgräs     | NRM   | Pooideae        |
| Bromopsis → Bromus               |                          |              |       |                 |
| Bromuniola                       | Stapf & C.E.Hubb.        |              | IPNI  | Centothecoideae |
| Bromus                           | L.                       | lostor       | NRM   | Pooideae        |
| Brylkinia                        | F.Schmidt                |              | IPNI  | Pooideae        |
| Buchloe                          | Engelm.                  |              | SKUD  | Chloridoideae   |
| Buchlomimus                      | C.Reeder, Reeder & Rzed. |              | IPNI  | Chloridoideae   |
| Buergersiochloa                  | Pilg.                    |              | IPNI  | Bambusoideae    |

## C
| Vetenskapligt namn               | Auktor                         | Svenskt namn   | Källa | Underfamilj                   |
| -------------------------------- | ------------------------------ | -------------- | ----- | ----------------------------- |
| Calamagrostis                    | Adans.                         | rör            | NRM   | Pooideae                      |
| Calamovilfa                      | Hack.                          |                | IPNI  | Chloridoideae                 |
| Calderonella                     | Soderstr. & H.F.Decker         |                | IPNI  | Centothecoideae               |
| Calosteca → Briza                |                                |                |       | Pooideae                      |
| Calyptochloa                     | C.E.Hubb.                      |                | IPNI  | Panicoideae                   |
| Camusiella → Setaria             |                                |                |       | Panicoideae                   |
| Capillipedium                    | Stapf                          |                | IPNI  | Panicoideae                   |
| Castellia                        | Tineo.                         |                | IPNI  | Pooideae                      |
| Catabrosa                        | P.Beauv.                       | källgräs       | NRM   | Pooideae                      |
| Catabrosella → Colpodium         |                                |                |       | Pooideae                      |
| Catalepis                        | Stapf & Stent                  |                | IPNI  | Chloridoideae                 |
| Catapodium                       | Link                           | styvgröen      | NRM   | Pooideae                      |
| Cathestechum                     | J.Presl                        |                | IPNI  | Chloridoideae                 |
| Cenchrus                         | L.                             | tagghirs       | NRM   | Panicoideae                   |
| Centotheca                       | Desv.                          |                | IPNI  | Centothecoideae               |
| Centrochloa                      | Swallen                        |                | IPNI  | Panicoideae                   |
| Centropodia                      | (R.Br.) Rchb.                  |                | IPNI  | Arundinoideae                 |
| Cephalostachyum → Schizostachyum |                                |                |       | Bambusoideae                  |
| Ceratochloa → Bromus             |                                |                |       |                               |
| Chaboissaea → Muhlenbergia       |                                |                |       | Chloridoideae                 |
| Chaetium                         | Nees                           |                | IPNI  | Panicoideae                   |
| Chaetobromus                     | Nees                           |                | IPNI  | Arundinoideae                 |
| Chaetopoa                        | C.E.Hubb.                      |                | IPNI  | Panicoideae                   |
| Chaetopogon                      | Janchen                        |                | IPNI  | Pooideae                      |
| Chaetostichium → Oropetium       |                                |                |       | Chloridoideae                 |
| Chamaeraphis                     | R.Br.                          |                | IPNI  | Panicoideae                   |
| Chandrasekharania                | V.J.Nair, V.S.Ramach. & Sreek. |                | IPNI  | Panicoideae                   |
| Chasechloa → Echinolaena         |                                |                |       | Panicoideae                   |
| Chasmanthium                     | Link                           |                | SKUD  | Centothecoideae               |
| Chasmopodium                     | Stapf                          |                | IPNI  | Panicoideae                   |
| Chevalierella                    | A.Camus                        |                | IPNI  | Centothecoideae               |
| Chikusichloa                     | Koidz.                         |                | IPNI  | Bambusoideae, även Oryzoideae |
| Chimonobambusa                   | Makino                         |                | IPNI  | Bambusoideae                  |
| Chimonocalamus → Sinarundinaria  |                                |                |       | Bambusoideae                  |
| Chionachne                       | R.Br.                          |                | IPNI  | Panicoideae                   |
| Chionochloa                      | Zotov                          |                | SKUD  | Arundinoideae                 |
| Chloachne → Poecilostachys       |                                |                |       | Panicoideae                   |
| Chloris                          | Sw.                            | kvastgräs      | NRM   | Chloridoideae                 |
| Chlorocalymma                    | Clayton                        |                | IPNI  | Panicoideae                   |
| Chondrosum                       | Desv.                          |                | IPNI  |                               |
| Chrysochloa                      | Swallen                        |                | IPNI  | Chloridoideae                 |
| Chrysopogon                      | Trin.                          |                | SKUD  | Panicoideae                   |
| Chumsriella → Germainia          |                                |                |       | Panicoideae                   |
| Chusquea                         | Kunth                          |                | IPNI  | Bambusoideae                  |
| Cinna                            | L.                             | sötgrässläktet | NRM   | Pooideae                      |
| Cladoraphis                      | Franch.                        |                | IPNI  | Chloridoideae                 |
| Clausospicula                    | Lazarides                      |                | IPNI  | Panicoideae                   |
| Cleistachne                      | Benth.                         |                | IPNI  | Panicoideae                   |
| Cleistochloa                     | C.E.Hubb.                      |                | IPNI  | Panicoideae                   |
| Cliffordiochloa                  | B.K.Simon                      |                | IPNI  | Panicoideae                   |
| Cockaynea → Hystrix              |                                |                |       | Pooideae                      |
| Coelachne                        | R.Br.                          |                | IPNI  | Panicoideae                   |
| Coelachyropsis → Coelachyrum     |                                |                |       | Chloridoideae                 |
| Coelachyrum                      | Nees                           |                | IPNI  | Chloridoideae                 |
| Coelorachis                      | Brongn.                        |                | IPNI  | Panicoideae                   |
| Coix                             | L.                             | tårgräs        | NRM   | Panicoideae                   |
| Colanthelia                      | McClure & E.W.Sm.              |                | IPNI  | Bambusoideae                  |
| Coleanthus                       | Seidl                          | dvärggräs      | NRM   | Pooideae                      |
| Colpodium                        | Trin.                          |                | IPNI  | Pooideae                      |
| Commelinidium → Acroceras        |                                |                |       | Panicoideae                   |
| Cornucopiae                      | L.                             |                | IPNI  | Pooideae                      |
| Cortaderia                       | Stapf                          |                | SKUD  | Arundinoideae                 |
| Corynephorus                     | P.Beauv.                       | borsttåtlar    | NRM   | Pooideae                      |
| Cottea                           | Kunth                          |                | IPNI  | Chloridoideae                 |
| Craspedorhachis                  | Benth.                         |                | IPNI  | Chloridoideae                 |
| Criciuma                         | Soderstr. & Londoño            |                | IPNI  | Bambusoideae                  |
| Crinipes                         | Hochst.                        |                | IPNI  | Arundinoideae                 |
| Crithopsis                       | Jaub. & Spach                  |                | IPNI  | Pooideae                      |
| Crypsis                          | Aiton                          | kurragömmagräs | NRM   | Chloridoideae                 |
| Cryptochloa                      | Swallen                        |                | IPNI  | Bambusoideae                  |
| Ctenium                          | Panz.                          |                | IPNI  | Chloridoideae                 |
| Ctenopsis → Vulpia               |                                |                |       | Pooideae                      |
| Cutandia                         | Willk.                         |                | IPNI  | Pooideae                      |
| Cyathopus                        | Stapf                          |                | IPNI  | Pooideae                      |
| Cyclostachya                     | Reeder & C.Reeder              |                | IPNI  | Chloridoideae                 |
| Cymbopogon                       | Spreng.                        |                | SKUD  | Panicoideae                   |
| Cymbosetaria → Setaria           |                                |                |       | Panicoideae                   |
| Cynodon                          | Rich.                          | hundtandsgräs  | NRM   | Chloridoideae                 |
| Cynosurus                        | L.                             | kamäxingar     | NRM   | Pooideae                      |
| Cyperochloa                      | Lazarides & L.Watson           |                | IPNI  | Arundinoideae                 |
| Cyphochlaena                     | Hack.                          |                | IPNI  | Panicoideae                   |
| Cypholepis → Coelachyrum         |                                |                |       | Chloridoideae                 |
| Cyrtococcum                      | Stapf                          |                | IPNI  | Panicoideae                   |

## D
| Vetenskapligt namn               | Auktor                    | Svenskt namn | Källa | Underfamilj                  |
| -------------------------------- | ------------------------- | ------------ | ----- | ---------------------------- |
| Dactylis                         | L.                        | hundäxingar  | NRM   | Pooideae                     |
| Dactyloctenium                   | Willd.                    | knapphirs    | NRM   | Chloridoideae                |
| Daknopholis                      | Clayton                   |              | IPNI  | Chloridoideae                |
| Dallwatsonia                     | B.K.Simon                 |              | IPNI  | Panicoideae                  |
| Danthonia                        | Adans.                    | knägräs      | NRM   | Arundinoideae                |
| Danthoniastrum → Metcalfia       |                           |              |       | Stipoideae                   |
| Danthonidium                     | C.E.Hubb.                 |              | IPNI  | Arundinoideae                |
| Danthoniopsis                    | Stapf                     |              | IPNI  | Panicoideae                  |
| Dasyochloa → Erioneuron          |                           |              |       | Chloridoideae                |
| Dasypoa → Poa                    |                           |              |       | Pooideae                     |
| Dasypyrum                        | (Coss. & Durieu) T.Durand | penselråg    | NRM   | Pooideae                     |
| Davidsea → Schizostachyum        |                           |              |       | Bambusoideae                 |
| Decaryella                       | A.Camus                   |              | IPNI  | Chloridoideae                |
| Decaryochloa                     | A.Camus                   |              | IPNI  | Bambusoideae                 |
| Dendrocalamopsis → Bambusa       |                           |              |       | Bambusoideae                 |
| Dendrocalamus                    | Nees                      |              | SKUD  | Bambusoideae                 |
| Deschampsia                      | P.Beauv.                  | tåtlar       | NRM   | Pooideae                     |
| Desmazeria                       | Dumort.                   |              | IPNI  | Pooideae                     |
| Desmostachya                     | Stapf                     |              | IPNI  | Chloridoideae                |
| Deyeuxia → Calamagrostis         |                           |              |       | Pooideae                     |
| Diandrochloa → Eragrostis        |                           |              |       | Chloridoideae                |
| Diandrolyra                      | Stapf                     |              | IPNI  | Bambusoideae                 |
| Diandrostachya → Loudetiopsis    |                           |              |       | Panicoideae                  |
| Diarrhena                        | P.Beauv.                  |              | IPNI  | Bambusoideae                 |
| Dichaetaria                      | Nees                      |              | IPNI  | Arundinoideae                |
| Dichanthelium → Panicum          |                           |              |       | Panicoideae                  |
| Dichanthium                      | Willemet                  |              | IPNI  | Panicoideae                  |
| Dichelachne                      | Endl.                     |              | IPNI  | Pooideae                     |
| Diectomis → Andropogon           |                           |              |       | Panicoideae                  |
| Dielsiochloa                     | Pilg.                     |              | IPNI  | Pooideae                     |
| Digastrium → Ischaemum           |                           |              |       | Panicoideae                  |
| Digitaria                        | Heist. ex Haller          | fingerhirs   | NRM   | Panicoideae                  |
| Digitariopsis → Digitaria        |                           |              |       | Panicoideae                  |
| Dignathia                        | Stapf                     |              | IPNI  | Chloridoideae                |
| Diheteropogon                    | Stapf                     |              | IPNI  | Panicoideae                  |
| Dilophotriche                    | (C.E.Hubb.) Jacq.-Fél.    |              | IPNI  | Panicoideae                  |
| Dimeria                          | R.Br.                     |              | IPNI  | Panicoideae                  |
| Dimorphochloa → Cleistochloa     |                           |              |       | Panicoideae                  |
| Dinebra                          | Jacq.                     | julgransgräs | NRM   | Chloridoideae                |
| Dinochloa                        | Buse                      |              | IPNI  | Bambusoideae                 |
| Diplachne → Leptochloa           |                           |              |       | Chloridoideae                |
| Diplopogon                       | R.Br.                     |              | IPNI  | Arundinoideae                |
| Dissanthelium                    | Trin.                     |              | IPNI  | Pooideae                     |
| Dissochondrus                    | Kuntze                    |              | IPNI  | Panicoideae                  |
| Distichlis                       | Raf.                      |              | IPNI  | Chloridoideae                |
| Drake-brockmania                 | Stapf                     |              | IPNI  | Chloridoideae                |
| Dregeochloa                      | Conert                    |              | IPNI  | Arundinoideae                |
| Drepanostachyum → Sinarundinaria |                           |              |       | Bambusoideae                 |
| Dryopoa                          | Vickery                   |              | IPNI  | Pooideae                     |
| Dupontia                         | R.Br.                     | isgräs       | NRM   | Pooideae                     |
| Duthiea                          | Hack. ex Procop.-Procop.  |              | IPNI  | Arundinoideae eller Pooideae |
| Dybowskia → Hyparrhenia          |                           |              |       | Panicoideae                  |

## E
| Vetenskapligt namn           | Auktor                   | Svenskt namn | Källa | Underfamilj   |
| ---------------------------- | ------------------------ | ------------ | ----- | ------------- |
| Eccoilopus → Spodiopogon     |                          |              |       | Panicoideae   |
| Eccoptocarpha                | Launert                  |              | IPNI  | Panicoideae   |
| Echinaria                    | Heist. ex Fabr.          |              | IPNI  | Pooideae      |
| Echinochloa                  | P.Beauv.                 | hönshirs     | NRM   | Panicoideae   |
| Echinolaena                  | Desv.                    |              | IPNI  | Panicoideae   |
| Echinopogon                  | P.Beauv.                 |              | IPNI  | Pooideae      |
| Ectrosia                     | R.Br.                    |              | IPNI  | Chloridoideae |
| Ectrosiopsis                 | (Ohwi) Jansen            |              | IPNI  | Chloridoideae |
| Ehrharta                     | Thunb.                   |              | IPNI  | Bambusoideae  |
| Ekmanochloa                  | Hitchcock                |              | IPNI  | Bambusoideae  |
| Eleusine                     | Gaertn.                  | gåshirs      | NRM   | Chloridoideae |
| Elionurus                    | Humb. & Bonpl. ex Willd. |              | IPNI  | Panicoideae   |
| Elymandra                    | Stapf                    |              | IPNI  | Panicoideae   |
| Elymus                       | L.                       | elmar        | NRM   | Pooideae      |
| Elytrigia → Elymus           |                          |              |       | Pooideae      |
| Elytrophorus                 | Dum.                     |              | IPNI  | Arundinoideae |
| Elytrostachys                | McClure                  |              | IPNI  | Bambusoideae  |
| Enneapogon                   | P.Beauv.                 |              | IPNI  | Chloridoideae |
| Enteropogon                  | Nees                     |              | IPNI  | Chloridoideae |
| Entolasia                    | Stapf                    |              | IPNI  | Panicoideae   |
| Entoplocamia                 | Stapf                    |              | IPNI  | Chloridoideae |
| Epicampes → Muhlenbergia     |                          |              |       |               |
| Eragrostiella                | Bor                      |              | IPNI  | Chloridoideae |
| Eragrostis                   | Wolf                     | kärleksgräs  | NRM   | Chloridoideae |
| Eremitis                     | Doell                    |              | IPNI  |               |
| Eremocaulon                  | Soderstr. & Londoño      |              | IPNI  | Bambusoideae  |
| Eremochloa                   | Buse                     |              | IPNI  | Panicoideae   |
| Eremopoa                     | Roshev.                  | eremitgröen  | NRM   | Pooideae      |
| Eremopogon → Dichanthium     |                          |              |       | Panicoideae   |
| Eremopyrum                   | (Ledeb.) Jaub. & Spach   | dvärgveten   | NRM   | Pooideae      |
| Eriachne                     | R.Br.                    |              | IPNI  | Arundinoideae |
| Erianthecium                 | Parodi                   |              | IPNI  | Pooideae      |
| Erianthus → Saccharum        |                          |              |       | Panicoideae   |
| Eriochloa                    | H.B. & K.                |              | IPNI  | Panicoideae   |
| Eriochrysis                  | P.Beauv.                 |              | IPNI  | Panicoideae   |
| Erioneuron                   | Nash                     |              | IPNI  | Chloridoideae |
| Erythranthera → Rytidosperma |                          |              |       | Arundinoideae |
| Euchlaena → Zea              |                          |              |       | Panicoideae   |
| Euclasta                     | Franch.                  |              | IPNI  | Panicoideae   |
| Eulalia                      | Kunth                    |              | IPNI  | Panicoideae   |
| Eulaliopsis                  | Honda                    |              | IPNI  | Panicoideae   |
| Eustachys                    | Desv.                    |              | IPNI  | Chloridoideae |
| Euthryptochloa               | Cope                     |              | IPNI  | Pooideae      |
| Exotheca                     | Anderss.                 |              | IPNI  | Panicoideae   |

## F
| Vetenskapligt namn         | Auktor                  | Svenskt namn | Källa | Underfamilj   |
| -------------------------- | ----------------------- | ------------ | ----- | ------------- |
| Fargesia → Thamnocalamus   |                         |              |       | Bambusoideae  |
| Farrago                    | Clayton                 |              | IPNI  | Chloridoideae |
| Fasciculochloa             | B.K.Simon & C.M.Weiller |              | IPNI  | Panicoideae   |
| Ferrocalamus → Indocalamus |                         |              |       | Bambusoideae  |
| Festuca                    | L.                      | svinglar     | NRM   | Pooideae      |
| Festucella → Austrofestuca |                         |              |       | Pooideae      |
| Festucopsis → Elymus       |                         |              |       | Pooideae      |
| Fingerhuthia               | Nees ex Lehm.           |              | IPNI  | Chloridoideae |
| Froesiochloa               | G.A.Black               |              | IPNI  | Bambusoideae  |

## G
| Vetenskapligt namn          | Auktor                       | Svenskt namn | Källa | Underfamilj     |
| --------------------------- | ---------------------------- | ------------ | ----- | --------------- |
| Gaoligongshania             | D.Z.Li, Hsueh & N.H.Xia      |              | IPNI  | Bambusoideae    |
| Garnotia                    | Brongn.                      |              | IPNI  | Panicoideae     |
| Gastridium                  | P.Beauv.                     | gnetgräs     | NRM   | Pooideae        |
| Gaudinia                    | P.Beauv.                     | axhavren     | NRM   | Pooideae        |
| Gaudiniopsis → Ventenata    |                              |              |       | Pooideae        |
| Gelidocalamus → Indocalamus |                              |              |       | Bambusoideae    |
| Germainia                   | Balansa & Poitr.             |              | IPNI  | Panicoideae     |
| Gerritea                    | Zuloaga, Morrone & Killeen   |              | IPNI  | Panicoideae     |
| Gigantochloa                | Kurz                         |              | IPNI  | Bambusoideae    |
| Gilgiochloa                 | Pilg.                        |              | IPNI  | Panicoideae     |
| Glaziophyton                | Franch.                      |              | IPNI  | Bambusoideae    |
| Glyceria                    | R.Br.                        | mannagräs    | NRM   | Pooideae        |
| Glyphochloa                 | Clayton                      |              | IPNI  | Panicoideae     |
| Gouinia                     | E.Fourn. ex Benth. & Hook.f. |              | IPNI  | Chloridoideae   |
| Gouldochloa → Chasmanthium  |                              |              |       | Centothecoideae |
| Graphephorum                | Desv.                        |              | IPNI  | Pooideae        |
| Greslania                   | Balansa                      |              | IPNI  | Bambusoideae    |
| Griffithsochloa             | G.J.Pierce                   |              | IPNI  | Chloridoideae   |
| Guadua → Bambusa            |                              |              |       | Bambusoideae    |
| Guaduella                   | Franch.                      |              | IPNI  | Bambusoideae    |
| Gymnachne → Rhombolytrum    |                              |              |       | Pooideae        |
| Gymnopogon                  | P.Beauv.                     |              | IPNI  | Chloridoideae   |
| Gynerium                    | P.Beauv.                     |              | SKUD  | Arundinoideae   |

## H
| Vetenskapligt namn              | Auktor                   | Svenskt namn   | Källa | Underfamilj                   |
| ------------------------------- | ------------------------ | -------------- | ----- | ----------------------------- |
| Habrochloa                      | C.E.Hubb.                |                | IPNI  | Arundinoideae                 |
| Hackelochloa                    | Kuntze                   |                | IPNI  | Panicoideae                   |
| Hainardia                       | Greuter                  | hainardior     | NRM   | Pooideae                      |
| Hakonechloa                     | Honda                    |                | SKUD  | Arundinoideae                 |
| Halopyrum                       | Stapf                    |                | IPNI  | Chloridoideae                 |
| Harpachne                       | Hochst.                  |                | IPNI  | Chloridoideae                 |
| Harpochloa                      | Kunth                    |                | IPNI  | Chloridoideae                 |
| Helictotrichon                  | Besser                   | ängshavren     | NRM   | Pooideae                      |
| Helleria → Festuca              |                          |                |       | Pooideae                      |
| Hemarthria                      | R.Br.                    |                | IPNI  | Panicoideae                   |
| Hemisorghum                     | C.E.Hubb.                |                | IPNI  | Panicoideae                   |
| Henrardia                       | C.E.Hubb.                | råttsvansveten | NRM   | Pooideae                      |
| Hesperostipa                    | (M.K.Elias) Barkworth    |                | IPNI  | Stipoideae                    |
| Heterachne                      | Benth.                   |                | IPNI  | Chloridoideae                 |
| Heteranthelium                  | Hochst. ex Jaub. & Spach |                | IPNI  | Pooideae                      |
| Heteranthoecia                  | Stapf                    |                | IPNI  | Panicoideae                   |
| Heterocarpha → Drake-brockmania |                          |                |       | Chloridoideae                 |
| Heteropholis                    | C.E.Hubb.                |                | IPNI  | Panicoideae                   |
| Heteropogon                     | Pers.                    |                | IPNI  | Panicoideae                   |
| Hickelia                        | A.Camus                  |                | IPNI  | Bambusoideae                  |
| Hierochloe                      | R.Br.                    | myskgräs       | NRM   | Pooideae                      |
| Hilaria                         | H.B. & K.                |                | IPNI  | Chloridoideae                 |
| Himalayacalamus → Thamnocalamus |                          |                |       | Bambusoideae                  |
| Hitchcockella                   | A.Camus                  |                | IPNI  | Bambusoideae                  |
| Holcolemma                      | Stapf & C.E.Hubb.        |                | IPNI  | Panicoideae                   |
| Holcus                          | L.                       | luddtåtlar     | NRM   | Pooideae                      |
| Holttumochloa                   | K.M.Wong                 |                | IPNI  | Bambusoideae                  |
| Homolepis                       | Chase                    |                | IPNI  | Panicoideae                   |
| Homopholis                      | C.E.Hubb.                |                | IPNI  | Panicoideae                   |
| Homozeugos                      | Stapf                    |                | IPNI  | Panicoideae                   |
| Hookerochloa → Austrofestuca    |                          |                |       | Pooideae                      |
| Hordelymus                      | K.Jess.                  | skogskorn      | NRM   | Pooideae                      |
| Hordeum                         | L.                       | korn           | NRM   | Pooideae                      |
| Hubbardia                       | Bor                      |                | IPNI  | Panicoideae                   |
| Hubbardochloa                   | P.Auquier                |                | IPNI  | Chloridoideae                 |
| Humbertochloa                   | A.Camus & Stapf          |                | IPNI  | Bambusoideae                  |
| Hyalopoa → Colpodium            |                          |                |       | Pooideae                      |
| Hydrochloa → Glyceria           |                          |                |       | Bambusoideae, även Oryzoideae |
| Hydrothauma                     | C.E.Hubb.                |                | IPNI  | Panicoideae                   |
| Hygrochloa                      | Lazarides                |                | IPNI  | Panicoideae                   |
| Hygroryza                       | Nees                     |                | SKUD  | Bambusoideae, även Oryzoideae |
| Hylebates                       | Chippind.                |                | IPNI  | Panicoideae                   |
| Hymenachne                      | P.Beauv.                 |                | IPNI  | Panicoideae                   |
| Hyparrhenia                     | E.Fourn.                 |                | IPNI  | Panicoideae                   |
| Hyperthelia                     | Clayton                  |                | IPNI  | Panicoideae                   |
| Hypogynium → Andropogon         |                          |                |       | Panicoideae                   |
| Hypseochloa                     | C.E.Hubb.                |                | IPNI  | Pooideae                      |
| Hystrix (synonym för Elymus)    | Moench                   |                | SKUD  | Pooideae                      |

## I
| Vetenskapligt namn         | Auktor    | Svenskt namn | Källa | Underfamilj   |
| -------------------------- | --------- | ------------ | ----- | ------------- |
| Ichnanthus                 | P.Beauv.  |              | IPNI  | Panicoideae   |
| Imperata                   | Cirillo   |              | SKUD  | Panicoideae   |
| Indocalamus                | Nakai     |              | SKUD  | Bambusoideae  |
| Indopoa                    | Bor       |              | IPNI  | Chloridoideae |
| Indosasa                   | McClure   |              | IPNI  | Bambusoideae  |
| Isachne                    | R.Br.     |              | IPNI  | Panicoideae   |
| Isalus → Tristachya        |           |              |       | Panicoideae   |
| Ischaemum                  | L.        |              | IPNI  | Panicoideae   |
| Ischnochloa → Microstegium |           |              |       | Panicoideae   |
| Ischnurus → Lepturus       |           |              |       | Chloridoideae |
| Iseilema                   | Andersson |              | IPNI  | Panicoideae   |
| Ixophorus                  | Schltdl.  |              | IPNI  | Panicoideae   |

## J
| Vetenskapligt namn    | Auktor   | Svenskt namn | Källa | Underfamilj   |
| --------------------- | -------- | ------------ | ----- | ------------- |
| Jansenella            | Bor      |              | IPNI  | Panicoideae   |
| Jarava → Stipa        |          |              |       | Stipoideae    |
| Jardinea → Phacelurus |          |              |       | Panicoideae   |
| Jouvea                | E.Fourn. |              | IPNI  | Chloridoideae |

## K
| Vetenskapligt namn         | Auktor    | Svenskt namn | Källa | Underfamilj   |
| -------------------------- | --------- | ------------ | ----- | ------------- |
| Kampochloa                 | Clayton   |              | IPNI  | Chloridoideae |
| Kaokochloa                 | De Winter |              | IPNI  | Chloridoideae |
| Karroochloa → Rytidosperma |           |              |       | Arundinoideae |
| Kengia                     | Packer    |              | IPNI  | Chloridoideae |
| Kengyilia → Elymus         |           |              |       | Pooideae      |
| Kerriochloa                | C.E.Hubb. |              | IPNI  | Panicoideae   |
| Kinabaluchloa              | K.M.Wong  |              | IPNI  | Bambusoideae  |
| Klemachloa → Dendrocalamus |           |              |       | Bambusoideae  |
| Koeleria                   | Pers.     | tofsäxingar  | NRM   | Pooideae      |

## L
| Vetenskapligt namn           | Auktor                      | Svenskt namn | Källa | Underfamilj                   |
| ---------------------------- | --------------------------- | ------------ | ----- | ----------------------------- |
| Lagurus                      | L.                          | harsvansar   | NRM   | Pooideae                      |
| Lamarckia                    | Moench                      | guldäxingar  | NRM   | Pooideae                      |
| Lamprothyrsus                | Pilg.                       |              | IPNI  | Arundinoideae                 |
| Lasiacis                     | Hitchc.                     |              | IPNI  | Panicoideae                   |
| Lasiorhachis → Saccharum     |                             |              |       | Panicoideae                   |
| Lasiurus                     | Boiss.                      |              | IPNI  | Panicoideae                   |
| Lecomtella                   | A.Camus                     |              | IPNI  | Panicoideae                   |
| Leersia                      | Sw.                         | vildris      | NRM   | Bambusoideae, även Oryzoideae |
| Lepargochloa → Loxodera      |                             |              |       | Panicoideae                   |
| Leptagrostis                 | C.E.Hubb.                   |              | IPNI  | Pooideae                      |
| Leptaspis                    | R.Br.                       |              | IPNI  | Bambusoideae                  |
| Leptocanna → Schizostachyum  |                             |              |       | Bambusoideae                  |
| Leptocarydion                | Hochst. ex Benth. & Hook.f. |              | IPNI  | Chloridoideae                 |
| Leptochloa                   | P.Beauv.                    | spretgräs    |       | Chloridoideae                 |
| Leptochloopsis → Uniola      |                             |              |       | Chloridoideae                 |
| Leptocoryphium               | Nees                        |              | IPNI  | Panicoideae                   |
| Leptoloma → Digitaria        |                             |              |       | Panicoideae                   |
| Leptosaccharum → Eriochrysis |                             |              |       | Panicoideae                   |
| Leptothrium                  | Kunth                       |              | IPNI  | Chloridoideae                 |
| Lepturella → Oropetium       |                             |              |       | Chloridoideae                 |
| Lepturidium                  | Hitchc. & Ekman             |              | IPNI  | Chloridoideae                 |
| Lepturopetium                | P.Morat                     |              | IPNI  | Chloridoideae                 |
| Lepturus                     | R.Br.                       |              | IPNI  | Chloridoideae                 |
| Leucophrys → Brachiaria      |                             |              |       | Panicoideae                   |
| Leucopoa → Festuca           |                             |              |       | Pooideae                      |
| Leymus                       | Hochst.                     | strandråg    | NRM   | Pooideae                      |
| Libyella                     | Pamp.                       |              | IPNI  | Pooideae                      |
| Limnas                       | Trin.                       |              | IPNI  | Pooideae                      |
| Limnodea                     | Dewey ex Coult.             |              | IPNI  | Pooideae                      |
| Limnopoa                     | C.E.Hubb.                   |              | IPNI  | Panicoideae                   |
| Lindbergella                 | Bor                         |              | IPNI  | Pooideae                      |
| Linkagrostis → Agrostis      |                             |              |       | Pooideae                      |
| Lintonia                     | Stapf                       |              | IPNI  | Chloridoideae                 |
| Lithachne                    | P.Beauv.                    |              | IPNI  | Bambusoideae, även Oryzoideae |
| Littledalea                  | Hemsl.                      |              | IPNI  | Pooideae                      |
| Loliolum                     | Krecz. & Bobr.              |              | IPNI  | Pooideae                      |
| Lolium                       | L.                          | repen        | NRM   | Pooideae                      |
| Lombardochloa → Briza        |                             |              |       | Pooideae                      |
| Lophacme                     | Stapf                       |              | IPNI  | Chloridoideae                 |
| Lophatherum                  | Brongn.                     |              | IPNI  | Centothecoideae               |
| Lopholepis                   | Decne.                      |              | IPNI  | Chloridoideae                 |
| Lophopogon                   | Hack.                       |              | IPNI  | Panicoideae                   |
| Lophopyrum → Elymus          |                             |              |       | Pooideae                      |
| Lorenzochloa → Ortachne      |                             |              |       | Stipoideae                    |
| Loudetia                     | Hochst.                     |              | IPNI  | Panicoideae                   |
| Loudetiopsis                 | Conert                      |              | IPNI  | Panicoideae                   |
| Louisiella                   | C.E.Hubb. & J.Léonard       |              | IPNI  | Panicoideae                   |
| Loxodera                     | Launert                     |              | IPNI  | Panicoideae                   |
| Luziola                      | Juss.                       |              | IPNI  | Bambusoideae, även Oryzoideae |
| Lycochloa                    | G.Samuelsson                |              | IPNI  | Pooideae                      |
| Lycurus                      | H.B. & K.                   |              | IPNI  | Chloridoideae                 |
| Lygeum                       | L.                          |              | SKUD  | Stipoideae                    |

## M
| Vetenskapligt namn           | Auktor                      | Svenskt namn  | Källa | Underfamilj                   |
| ---------------------------- | --------------------------- | ------------- | ----- | ----------------------------- |
| Maclurochloa → Kinabaluchloa |                             |               |       | Bambusoideae                  |
| Maclurolyra                  | C.E.Calderón & Soderstr.    |               | IPNI  | Bambusoideae                  |
| Maillea → Phleum             |                             |               |       | Pooideae                      |
| Malacurus → Leymus           |                             |               |       | Pooideae                      |
| Maltebrunia                  | Kunth                       |               | IPNI  | Bambusoideae, även Oryzoideae |
| Manisuris                    | L.                          |               | IPNI  | Panicoideae                   |
| Matudacalamus → Aulonemia    |                             |               |       | Bambusoideae                  |
| Megalachne                   | Steud.                      |               | IPNI  | Pooideae                      |
| Megaloprotachne              | C.E.Hubb.                   |               | IPNI  | Panicoideae                   |
| Megastachya                  | P.Beauv.                    |               | IPNI  | Centothecoideae               |
| Melanocenchris               | Nees                        |               | IPNI  | Chloridoideae                 |
| Melica                       | L.                          | slokar        | NRM   | Pooideae                      |
| Melinis                      | P.Beauv.                    |               | IPNI  | Panicoideae                   |
| Melocalamus                  | Benth.                      |               | IPNI  | Bambusoideae                  |
| Melocanna                    | Trin.                       |               | SKUD  | Bambusoideae                  |
| Merostachys                  | Spreng.                     |               | IPNI  | Bambusoideae                  |
| Merxmuellera → Rytidosperma  |                             |               |       | Arundinoideae                 |
| Mesosetum                    | Steud.                      |               | IPNI  | Panicoideae                   |
| Metcalfia                    | Conert                      |               | IPNI  | Arundinoideae eller Pooideae  |
| Mibora                       | Adans.                      | pysslinggräs  | NRM   | Pooideae                      |
| Micraira                     | F.Muell.                    |               | IPNI  | Arundinoideae                 |
| Microbriza                   | Parodi ex Nicora & Rúgolo   |               | IPNI  | Pooideae                      |
| Microcalamus                 | Franch.                     |               | IPNI  | Panicoideae                   |
| Microchloa                   | R.Br.                       |               | IPNI  | Chloridoideae                 |
| Microlaena → Ehrharta        |                             |               |       | Bambusoideae                  |
| Micropyropsis                | C.Romero-Zarco & B.Cabezudo |               | IPNI  | Pooideae                      |
| Micropyrum                   | Link                        |               | IPNI  | Pooideae                      |
| Microstegium                 | Nees                        |               | IPNI  | Panicoideae                   |
| Mildbraediochloa → Melinis   |                             |               |       | Panicoideae                   |
| Milium                       | L.                          | hässlebroddar | NRM   | Pooideae                      |
| Miscanthidium → Miscanthus   |                             |               |       | Panicoideae                   |
| Miscanthus                   | Andersson                   | miskantusar   | NRM   | Panicoideae                   |
| Mnesithea                    | Kunth                       |               | IPNI  | Panicoideae                   |
| Mniochloa                    | Chase                       |               | IPNI  | Bambusoideae                  |
| Molinia                      | Schrank                     | blåtåtlar     | NRM   | Arundinoideae                 |
| Monachather                  | Steud.                      |               | IPNI  | Arundinoideae                 |
| Monanthochloe                | Engelm.                     |               | IPNI  | Chloridoideae                 |
| Monelytrum                   | Hack. ex Schinz             |               | IPNI  | Chloridoideae                 |
| Monium → Anadelphia          |                             |               |       | Panicoideae                   |
| Monocladus → Bambusa         |                             |               |       | Bambusoideae                  |
| Monocymbium                  | Stapf                       |               | IPNI  | Panicoideae                   |
| Monodia                      | S.W.L.Jacobs                |               | IPNI  | Chloridoideae                 |
| Monostachya → Rytidosperma   |                             |               |       | Arundinoideae                 |
| Mosdenia                     | Stent                       |               | IPNI  | Chloridoideae                 |
| Muhlenbergia                 | Schreb.                     |               | SKUD  | Chloridoideae                 |
| Munroa                       | Torr.                       |               | IPNI  | Chloridoideae                 |
| Myriocladus                  | Swallen                     |               | IPNI  | Bambusoideae                  |
| Myriostachya                 | Hook.f.                     |               | IPNI  | Chloridoideae                 |

## N
| Vetenskapligt namn             | Auktor          | Svenskt namn | Källa | Underfamilj   |
| ------------------------------ | --------------- | ------------ | ----- | ------------- |
| Narduroides                    | Rouy            |              | IPNI  | Pooideae      |
| Nardus                         | L.              | staggar      | NRM   | Stipoideae    |
| Narenga → Saccharum            |                 |              |       | Panicoideae   |
| Nassella                       | (Trin.) E.Desv. |              | SKUD  | Stipoideae    |
| Nastus                         | Juss.           |              | IPNI  | Bambusoideae  |
| Neeragrostis → Eragrostis      |                 |              |       | Chloridoideae |
| Neesiochloa                    | Pilg.           |              | IPNI  | Chloridoideae |
| Nematopoa                      | C.E.Hubb.       |              | IPNI  | Arundinoideae |
| Neobouteloua                   | Gould           |              | IPNI  | Chloridoideae |
| Neohouzeaua → Schizostachyum   |                 |              |       | Bambusoideae  |
| Neomicrocalamus → Racemobambos |                 |              |       | Bambusoideae  |
| Neostapfia                     | Davy            |              | IPNI  | Chloridoideae |
| Neostapfiella                  | A.Camus         |              | IPNI  | Chloridoideae |
| Nephelochloa                   | Boiss.          |              | IPNI  | Pooideae      |
| Neurachne                      | R.Br.           |              | IPNI  | Panicoideae   |
| Neurolepis                     | Meisn.          |              | IPNI  | Bambusoideae  |
| Neuropoa                       | Clayton         |              | IPNI  |               |
| Neyraudia                      | Hook.f.         |              | IPNI  | Chloridoideae |
| Notochloe                      | Domin           |              | IPNI  | Arundinoideae |

## O
| Vetenskapligt namn          | Auktor                   | Svenskt namn | Källa | Underfamilj                   |
| --------------------------- | ------------------------ | ------------ | ----- | ----------------------------- |
| Ochlandra                   | Thwaites                 |              | IPNI  | Bambusoideae                  |
| Ochthochloa                 | Edgew.                   |              | IPNI  | Chloridoideae                 |
| Odontelytrum                | Hack.                    |              | IPNI  | Panicoideae                   |
| Odyssea                     | Stapf                    |              | IPNI  | Chloridoideae                 |
| Oligostachyum → Arundinaria |                          |              |       | Bambusoideae                  |
| Olmeca                      | Soderstr.                |              | IPNI  | Bambusoideae                  |
| Olyra                       | L.                       |              | IPNI  | Bambusoideae                  |
| Ophiochloa                  | Filg., Davidse & Zuloaga |              | IPNI  | Panicoideae                   |
| Ophiuros                    | C.F.Gaertn.              |              | IPNI  | Panicoideae                   |
| Opizia                      | J.Presl & C.Presl        |              | IPNI  | Chloridoideae                 |
| Oplismenopsis               | Parodi                   |              | IPNI  | Panicoideae                   |
| Oplismenus                  | P.Beauv.                 |              | SKUD  | Panicoideae                   |
| Orcuttia                    | Vasey                    |              | IPNI  | Chloridoideae                 |
| Oreobambos                  | K.Schum.                 |              | IPNI  | Bambusoideae                  |
| Oreochloa                   | Link                     |              | IPNI  | Pooideae                      |
| Orinus                      | Hitchcock                |              | IPNI  | Chloridoideae                 |
| Oropetium                   | Trin.                    |              | IPNI  | Chloridoideae                 |
| Orthachne                   | Nees                     |              | IPNI  | Stipoideae                    |
| Orthoclada                  | P.Beauv.                 |              | IPNI  | Centothecoideae               |
| Oryza                       | L.                       | ris          | NRM   | Bambusoideae, även Oryzoideae |
| Oryzidium                   | C.E.Hubb. & Schweick.    |              | IPNI  | Panicoideae                   |
| Oryzopsis                   | Michx.                   |              | IPNI  | Stipoideae                    |
| Otachyrium                  | Nees                     |              | IPNI  | Panicoideae                   |
| Otatea → Sinarundinaria     |                          |              |       | Bambusoideae                  |
| Ottochloa                   | Dandy                    |              | IPNI  | Panicoideae                   |
| Oxychloris                  | Lazarides                |              | IPNI  | Chloridoideae                 |
| Oxyrhachis                  | Pilg.                    |              | IPNI  | Panicoideae                   |
| Oxytenanthera               | Munro                    |              | IPNI  | Bambusoideae                  |

## P
| Vetenskapligt namn                 | Auktor                            | Svenskt namn | Källa | Underfamilj                   |
| ---------------------------------- | --------------------------------- | ------------ | ----- | ----------------------------- |
| Panicum                            | L.                                | hirs         | NRM   | Panicoideae                   |
| Pappophorum                        | Schreb.                           |              | IPNI  | Chloridoideae                 |
| Paractaenum                        | P.Beauv.                          |              | IPNI  |                               |
| Parafestuca                        | E.B.Alexeev                       |              | IPNI  | Pooideae                      |
| Parahyparrhenia                    | A.Camus                           |              | IPNI  | Panicoideae                   |
| Paraneurachne                      | S.T.Blake                         |              | IPNI  | Panicoideae                   |
| Parapholis                         | C.E.Hubb.                         | ormax        | NRM   | Pooideae                      |
| Paratheria                         | Griseb.                           |              | IPNI  | Panicoideae                   |
| Parectenium                        | Stapf                             |              | IPNI  | Panicoideae                   |
| Pariana                            | Aubl.                             |              | IPNI  | Bambusoideae                  |
| Parodiolyra                        | Soderstr. & Zuloaga               |              | IPNI  | Bambusoideae                  |
| Pascopyrum → Elymus                |                                   |              |       | Pooideae                      |
| Paspalidium                        | Stapf                             |              | IPNI  | Panicoideae                   |
| Paspalum                           | L.                                | tvillinghirs | NRM   | Panicoideae                   |
| Pennisetum                         | Rich.                             | borstgräs    | NRM   | Panicoideae                   |
| Pentameris                         | P.Beauv.                          |              | IPNI  | Arundinoideae                 |
| Pentapogon                         | R.Br.                             |              | IPNI  | Pooideae                      |
| Pentarrhaphis                      | H.B. & K.                         |              | IPNI  | Chloridoideae                 |
| Pentaschistis                      | (Nees) Stapf                      |              | IPNI  | Arundinoideae                 |
| Pereilema                          | J.Presl & C.Presl                 |              | IPNI  | Chloridoideae                 |
| Periballia                         | Trin.                             |              | IPNI  | Pooideae                      |
| Peridictyon                        | Seberg, S.Fredriksen & C.Baden    |              | IPNI  | Pooideae                      |
| Perotis                            | Aiton                             |              | IPNI  | Chloridoideae                 |
| Perrierbambus                      | A.Camus                           |              | IPNI  | Bambusoideae                  |
| Perulifera → Pseudechinolaena      |                                   |              |       | Panicoideae                   |
| Petriella → Ehrharta               |                                   |              |       | Bambusoideae                  |
| Peyritschia                        | E.Fourn.                          |              | IPNI  | Pooideae                      |
| Phacelurus                         | Griseb.                           |              | IPNI  | Panicoideae                   |
| Phaenanthoecium                    | C.E.Hubb.                         |              | IPNI  | Arundinoideae                 |
| Phaenosperma                       | Munro ex Benth.                   |              | IPNI  | Bambusoideae                  |
| Phalaris                           | L.                                | flen         | NRM   | Pooideae                      |
| Pharus                             | P.Br.                             |              | IPNI  | Bambusoideae                  |
| Pheidochloa                        | S.T.Blake                         |              | IPNI  | Arundinoideae                 |
| Phippsia                           | R.Br.                             | snögräs      | NRM   | Pooideae                      |
| Phleum                             | L.                                | timotejer    | NRM   | Pooideae                      |
| Pholiurus                          | Trin.                             |              | IPNI  | Pooideae                      |
| Phragmites                         | Adans.                            | vass         | NRM   | Arundinoideae                 |
| Phyllorhachis                      | Trimen                            |              | IPNI  | Bambusoideae                  |
| Phyllostachys                      | Siebold & Zucc.                   |              | SKUD  | Bambusoideae                  |
| Pilgerochloa → Ventenata           |                                   |              |       | Pooideae                      |
| Piptatherum → Oryzopsis            |                                   |              |       | Stipoideae                    |
| Piptochaetium                      | J.Presl & C.Presl                 |              | IPNI  | Stipoideae                    |
| Piptophyllum                       | C.E.Hubb.                         |              | IPNI  | Chloridoideae                 |
| Piresia                            | Swallen                           |              | IPNI  | Bambusoideae                  |
| Piresiella                         | E.J.Judziewicz, Zuloaga & Morrone |              | IPNI  | Bambusoideae                  |
| Plagiantha                         | Renvoize                          |              | IPNI  | Panicoideae                   |
| Plagiosetum                        | Benth.                            |              | IPNI  | Panicoideae                   |
| Planichloa → Tribolium             |                                   |              |       | Chloridoideae                 |
| Plectrachne                        | Henrard                           |              | IPNI  | Chloridoideae                 |
| Pleiadelphia → Elymandra           |                                   |              |       | Panicoideae                   |
| Pleioblastus → Arundinaria         |                                   |              |       |                               |
| Pleuropogon                        | R.Br.                             | nickgräs     | NRM   | Pooideae                      |
| Plinthanthesis                     | Steud.                            |              | IPNI  | Arundinoideae                 |
| Poa                                | L.                                | gröen        | NRM   | Pooideae                      |
| Poagrostis                         | Stapf                             |              | IPNI  | Arundinoideae                 |
| Pobeguinea → Anadelphia            |                                   |              |       | Panicoideae                   |
| Podophorus                         | Phil.                             |              | IPNI  | Pooideae                      |
| Poecilostachys                     | Hack.                             |              | IPNI  | Panicoideae                   |
| Pogonachne                         | Bor                               |              | IPNI  | Panicoideae                   |
| Pogonarthria                       | Stapf                             |              | IPNI  | Chloridoideae                 |
| Pogonatherum                       | P.Beauv.                          |              | SKUD  | Panicoideae                   |
| Pogonochloa                        | C.E.Hubb.                         |              | IPNI  | Chloridoideae                 |
| Pogononeura                        | Napper                            |              | IPNI  | Chloridoideae                 |
| Pohlidium                          | Davidse, Soderstr. & R.P.Ellis    |              | IPNI  | Centothecoideae               |
| Poidium → Poa                      |                                   |              |       | Pooideae                      |
| Polevansia                         | De Winter                         |              | IPNI  | Chloridoideae                 |
| Polliniopsis → Microstegium        |                                   |              |       | Panicoideae                   |
| Polypogon                          | Desf.                             | skäggräs     | NRM   | Pooideae                      |
| Polytoca                           | R.Br.                             |              | IPNI  | Panicoideae                   |
| Polytrias                          | Hack.                             |              | IPNI  | Panicoideae                   |
| Pommereulla                        | L.f.                              |              | IPNI  | Chloridoideae                 |
| Porteresia                         | Tateoka                           |              | IPNI  | Bambusoideae, även Oryzoideae |
| Potamophila                        | R.Br.                             |              | IPNI  | Bambusoideae, även Oryzoideae |
| Pringleochloa                      | Scribn.                           |              | IPNI  | Chloridoideae                 |
| Prionanthium                       | Desv.                             |              | IPNI  | Arundinoideae                 |
| Prosphytochloa                     | Schweick.                         |              | IPNI  | Bambusoideae, även Oryzoideae |
| Psammagrostis                      | C.A.Gardner & C.E.Hubb.           |              | IPNI  | Chloridoideae                 |
| Psammochloa                        | Hitchcock                         |              | IPNI  | Stipoideae                    |
| Psathyrostachys                    | Nevski                            |              | IPNI  | Pooideae                      |
| Pseudanthistiria                   | Hook.f.                           |              | IPNI  | Panicoideae                   |
| Pseudarrhenatherum → Arrhenatherum |                                   |              |       | Pooideae                      |
| Pseudechinolaena                   | Stapf                             |              | IPNI  | Panicoideae                   |
| Pseudobromus → Festuca             |                                   |              |       | Pooideae                      |
| Pseudochaetochloa                  | Hitchcock                         |              | IPNI  | Panicoideae                   |
| Pseudocoix                         | A.Camus                           |              | IPNI  |                               |
| Pseudodanthonia                    | Bor & C.E.Hubb.                   |              | IPNI  | Arundinoideae eller Pooideae  |
| Pseudodichanthium                  | Bor                               |              | IPNI  | Panicoideae                   |
| Pseudopentameris                   | Conert                            |              | IPNI  | Arundinoideae                 |
| Pseudophleum → Phleum              |                                   |              |       | Pooideae                      |
| Pseudopogonatherum → Eulalia       |                                   |              |       | Panicoideae                   |
| Pseudoraphis                       | Griff.                            |              | IPNI  | Panicoideae                   |
| Pseudoroegneria → Elymus           |                                   |              |       | Pooideae                      |
| Pseudosasa                         | Nakai                             |              | SKUD  | Bambusoideae                  |
| Pseudosorghum                      | A.Camus                           |              | IPNI  | Panicoideae                   |
| Pseudostachyum → Schizostachyum    |                                   |              |       | Bambusoideae                  |
| Pseudovossia → Phacelurus          |                                   |              |       | Panicoideae                   |
| Pseudozoysia                       | Chiov.                            |              | IPNI  | Chloridoideae                 |
| Psilathera → Sesleria              |                                   |              |       | Pooideae                      |
| Psilolemma                         | S.M.Phillips                      |              | IPNI  | Chloridoideae                 |
| Psilurus                           | Trin.                             |              | IPNI  | Pooideae                      |
| Pterochloris → Chloris             |                                   |              |       | Chloridoideae                 |
| Ptilagrostis → Stipa               |                                   |              |       | Stipoideae                    |
| Puccinellia                        | Parl.                             | saltgräs     | NRM   | Pooideae                      |
| Puelia                             | Franch.                           |              | IPNI  | Bambusoideae                  |
| Pyrrhanthera                       | Zotov                             |              | IPNI  | Arundinoideae                 |

## Q
| Vetenskapligt namn          | Auktor | Svenskt namn | Källa | Underfamilj  |
| --------------------------- | ------ | ------------ | ----- | ------------ |
| Qiongzhuea → Chimonobambusa |        |              |       | Bambusoideae |

## R
| Vetenskapligt namn          | Auktor                    | Svenskt namn | Källa | Underfamilj                   |
| --------------------------- | ------------------------- | ------------ | ----- | ----------------------------- |
| Racemobambos                | Holttum                   |              | IPNI  | Bambusoideae                  |
| Raddia                      | Bertol.                   |              | IPNI  | Bambusoideae                  |
| Raddiella                   | Swallen                   |              | IPNI  | Bambusoideae                  |
| Ratzeburgia                 | Kunth                     |              | IPNI  | Panicoideae                   |
| Redfieldia                  | Vasey                     |              | IPNI  | Chloridoideae                 |
| Reederochloa                | Soderstr. & H.F.Decker    |              | IPNI  | Chloridoideae                 |
| Rehia                       | F.Fijten                  |              | IPNI  | Bambusoideae                  |
| Reimarochloa                | Hitchc.                   |              | IPNI  | Panicoideae                   |
| Reitzia                     | Swallen                   |              | IPNI  | Bambusoideae                  |
| Relchela                    | Steud.                    |              | IPNI  | Pooideae                      |
| Rendlia → Microchloa        |                           |              |       | Chloridoideae                 |
| Reynaudia                   | Kunth                     |              | IPNI  | Panicoideae                   |
| Rhipidocladum               | McClure                   |              | IPNI  | Bambusoideae                  |
| Rhizocephalus               | Boiss.                    |              | IPNI  | Pooideae                      |
| Rhomboelytrum               | Link                      |              | IPNI  | Pooideae                      |
| Rhynchelytrum → Melinis     |                           |              |       | Panicoideae                   |
| Rhynchoryza                 | Baill.                    |              | IPNI  | Bambusoideae, även Oryzoideae |
| Rhytachne                   | Desv. ex Ham.             |              | IPNI  | Panicoideae                   |
| Richardsiella               | Elffers & Kennedy-O'Byrne |              | IPNI  | Chloridoideae                 |
| Robynsiochloa → Rottboellia |                           |              |       | Panicoideae                   |
| Rostraria                   | Trin.                     | borstäxingar | NRM   |                               |
| Rottboellia                 | L.f.                      |              | IPNI  | Panicoideae                   |
| Rytidosperma                | Steud.                    | kängurugräs  | NRM   | Arundinoideae                 |

## S
| Vetenskapligt namn            | Auktor                             | Svenskt namn | Källa | Underfamilj   |
| ----------------------------- | ---------------------------------- | ------------ | ----- | ------------- |
| Saccharum                     | L.                                 |              | SKUD  | Panicoideae   |
| Sacciolepis                   | Nash                               |              | IPNI  | Panicoideae   |
| Sartidia                      | De Winter                          |              | IPNI  | Arundinoideae |
| Sasa                          | Makino & Shibata                   |              | SKUD  | Bambusoideae  |
| Sasaella → Sasa               |                                    |              |       |               |
| Saugetia → Enteropogon        |                                    |              |       | Chloridoideae |
| Schaffnerella                 | Nash                               |              | IPNI  | Chloridoideae |
| Schedonnardus                 | Steud.                             |              | IPNI  | Chloridoideae |
| Schenckochloa                 | J.J.Ortiz                          |              | IPNI  | Chloridoideae |
| Schismus                      | P.Beauv.                           | fransgräs    | NRM   | Arundinoideae |
| Schizachne                    | Hackel                             |              | IPNI  | Pooideae      |
| Schizachyrium                 | Nees                               |              | SKUD  | Panicoideae   |
| Schizostachyum                | Nees                               |              | IPNI  | Bambusoideae  |
| Schmidtia                     | Steud. ex J.A.Schmidt              |              | IPNI  | Chloridoideae |
| Schoenefeldia                 | Kunth                              |              | IPNI  | Chloridoideae |
| Sclerachne                    | R.Br.                              |              | IPNI  | Panicoideae   |
| Sclerochloa                   | Link                               | kasgräs      | NRM   | Pooideae      |
| Sclerodactylon                | Stapf                              |              | IPNI  | Chloridoideae |
| Scleropogon                   | Phil.                              |              | IPNI  | Chloridoideae |
| Sclerostachya → Miscanthus    |                                    |              |       | Panicoideae   |
| Scolochloa                    | Link                               |              | IPNI  | Pooideae      |
| Scribneria                    | Hack.                              |              | IPNI  | Pooideae      |
| Scrotochloa → Leptaspis       |                                    |              |       | Bambusoideae  |
| Scutachne                     | Hitchcock & Chase                  |              | IPNI  | Panicoideae   |
| Secale                        | L.                                 | råg          | NRM   | Pooideae      |
| Sehima                        | Forssk.                            |              | IPNI  | Panicoideae   |
| Semiarundinaria               | Makino                             |              | IPNI  | Bambusoideae  |
| Sesleria                      | Scop.                              | älväxingar   | NRM   | Pooideae      |
| Sesleriella → Sesleria        |                                    |              |       | Pooideae      |
| Setaria                       | P.Beauv.                           | kavelhirs    | NRM   | Panicoideae   |
| Setariopsis                   | Scribn. ex Millsp.                 |              | IPNI  | Panicoideae   |
| Shibataea                     | Makino                             |              | IPNI  | Bambusoideae  |
| Sieglingia → Danthonia        |                                    |              |       | Arundinoideae |
| Silentvalleya                 | V.J.Nair, Sreek, Vajr. & Bhargavan |              | IPNI  | Chloridoideae |
| Simplicia                     | Kirk                               |              | IPNI  | Pooideae      |
| Sinarundinaria                | Nakai                              |              | SKUD  |               |
| Sinobambusa                   | Makino                             |              | IPNI  | Bambusoideae  |
| Sinocalamus → Dendrocalamus   |                                    |              |       | Bambusoideae  |
| Sinochasea → Psedodanthonia   |                                    |              |       | Pooideae      |
| Sitanion                      | Raf.                               |              | IPNI  | Pooideae      |
| Snowdenia                     | C.E.Hubb.                          | vimpelgräs   |       | Panicoideae   |
| Soderstromia                  | Morton                             |              | IPNI  | Chloridoideae |
| Sohnsia                       | Airy Shaw                          |              | IPNI  | Chloridoideae |
| Sorghastrum                   | Nash                               |              | SKUD  | Panicoideae   |
| Sorghum                       | Moench                             | durror       | NRM   | Panicoideae   |
| Spartina                      | Schreb.                            | marskgräs    | NRM   | Chloridoideae |
| Spartochloa                   | C.E.Hubb.                          |              | IPNI  | Arundinoideae |
| Spathia                       | Ewart                              |              | IPNI  | Panicoideae   |
| Sphaerobambos                 | S.Dransf.                          |              | IPNI  | Bambusoideae  |
| Sphaerocaryum                 | Nees ex Steud.                     |              | IPNI  | Panicoideae   |
| Spheneria                     | Kuhlm.                             |              | IPNI  | Panicoideae   |
| Sphenopholis                  | Scribn.                            |              | IPNI  | Pooideae      |
| Sphenopus                     | Trin.                              |              | IPNI  | Pooideae      |
| Spinifex                      | L.                                 |              | IPNI  | Panicoideae   |
| Spodiopogon                   | Trin.                              |              | SKUD  | Panicoideae   |
| Sporobolus                    | R.Br.                              | droppgräs    | NRM   | Chloridoideae |
| Steinchisma                   | Raf.                               |              | IPNI  | Panicoideae   |
| Steirachne                    | Ekman                              |              | IPNI  | Chloridoideae |
| Stenotaphrum                  | Trin.                              |              | SKUD  | Panicoideae   |
| Stephanachne                  | Keng                               |              | IPNI  | Pooideae      |
| Stereochlaena                 | Hackel                             |              | IPNI  | Panicoideae   |
| Steyermarkochloa              | Davidse & R.P.Ellis                |              | IPNI  | Arundinoideae |
| Stiburus → Eragrostis         |                                    |              |       | Chloridoideae |
| Stilpnophleum → Calamagrostis |                                    |              |       | Pooideae      |
| Stipa                         | L.                                 | fjädergräs   | NRM   | Stipoideae    |
| Stipagrostis                  | Nees                               |              | IPNI  | Arundinoideae |
| Streblochaete                 | Hochst. ex A.Rich.                 |              | IPNI  | Pooideae      |
| Streptochaeta                 | Schrad. ex Nees                    |              | IPNI  | Bambusoideae  |
| Streptogyne                   | P.Beauv.                           |              | IPNI  | Bambusoideae  |
| Streptolophus                 | D.K.Hughes                         |              | IPNI  | Panicoideae   |
| Streptostachys                | Desv.                              |              | IPNI  | Panicoideae   |
| Styppeiochloa                 | De Winter                          |              | IPNI  | Arundinoideae |
| Sucrea                        | Soderstr.                          |              | IPNI  | Bambusoideae  |
| Suddia                        | Renvoize                           |              | IPNI  | Bambusoideae  |
| Swallenia                     | Soderstr. & H.F.Decker             |              | IPNI  | Chloridoideae |
| Symplectrodia                 | Lazarides                          |              | IPNI  | Chloridoideae |

## T
| Vetenskapligt namn             | Auktor                  | Svenskt namn  | Källa | Underfamilj   |
| ------------------------------ | ----------------------- | ------------- | ----- | ------------- |
| Taeniatherum                   | Nevski                  | medusagräs    | NRM   | Pooideae      |
| Taeniorhachis                  | Cope                    |               | IPNI  | Panicoideae   |
| Tarigidia                      | Stent                   |               | IPNI  | Panicoideae   |
| Tatianyx                       | Zuloaga & Soderstr.     |               | IPNI  | Panicoideae   |
| Teinostachyum → Schizostachyum |                         |               |       | Bambusoideae  |
| Temburongia                    | S.Dransf. & K.M.Wong    |               | IPNI  | Bambusoideae  |
| Tetrachaete                    | Chiov.                  |               | IPNI  | Chloridoideae |
| Tetrachne                      | Nees                    |               | IPNI  | Chloridoideae |
| Tetrapogon                     | Desf.                   |               | IPNI  | Chloridoideae |
| Tetrarrhena → Ehrharta         |                         |               |       | Bambusoideae  |
| Thamnocalamus                  | Munro                   |               | SKUD  | Bambusoideae  |
| Thaumastochloa                 | C.E.Hubb.               |               | IPNI  | Panicoideae   |
| Thelepogon                     | Roth ex Roem. & Schult. |               | IPNI  | Panicoideae   |
| Thellungia → Eragrostis        |                         |               |       | Chloridoideae |
| Themeda                        | Forssk.                 |               | IPNI  | Panicoideae   |
| Thinopyrum → Elymus            |                         |               |       | Pooideae      |
| Thrasya                        | H.B. & K.               |               | IPNI  | Panicoideae   |
| Thrasyopsis                    | Parodi                  |               | IPNI  | Panicoideae   |
| Thuarea                        | Pers.                   |               | IPNI  | Panicoideae   |
| Thyridachne                    | C.E.Hubb.               |               | IPNI  | Panicoideae   |
| Thyridolepis                   | S.T.Blake               |               | IPNI  | Panicoideae   |
| Thyrsia → Phacelurus           |                         |               |       | Panicoideae   |
| Thyrsostachys                  | Gamble                  |               | IPNI  | Bambusoideae  |
| Thysanolaena                   | Nees                    |               | IPNI  | Arundinoideae |
| Torreyochloa                   | G.L.Church              |               | IPNI  | Pooideae      |
| Tovarochloa                    | T.D.Macfarl. & But      |               | IPNI  | Pooideae      |
| Trachypogon                    | Nees                    |               | IPNI  | Panicoideae   |
| Trachys                        | Pers.                   |               | IPNI  | Panicoideae   |
| Tragus                         | Haller                  | piprensargräs | NRM   | Chloridoideae |
| Tribolium                      | Desv.                   |               | IPNI  | Arundinoideae |
| Trichloris                     | E.Fourn. ex Benth.      |               | IPNI  |               |
| Tricholaena                    | Schult. & Schult.f.     |               | SKUD  | Panicoideae   |
| Trichoneura                    | Anderss.                |               | IPNI  | Chloridoideae |
| Trichopteryx                   | Nees                    |               | IPNI  | Panicoideae   |
| Tridens                        | Roem. & Schult.         |               | SKUD  | Chloridoideae |
| Trikeraia                      | Bor                     |               | IPNI  | Stipoideae    |
| Trilobachne                    | Schenk ex Henrard       |               | IPNI  | Panicoideae   |
| Triniochloa                    | Hitchc.                 |               | IPNI  | Pooideae      |
| Triodia                        | R.Br.                   |               | IPNI  | Chloridoideae |
| Triplachne                     | Link                    |               | IPNI  | Pooideae      |
| Triplasis                      | P.Beauv.                |               | IPNI  | Chloridoideae |
| Triplopogon                    | Bor                     |               | IPNI  | Panicoideae   |
| Tripogon                       | Roem. & Schult.         |               | IPNI  | Chloridoideae |
| Tripsacum                      | L.                      |               | SKUD  | Panicoideae   |
| Triraphis                      | R.Br.                   |               | IPNI  | Chloridoideae |
| Triscenia                      | Griseb.                 |               | IPNI  | Panicoideae   |
| Trisetaria                     | Forssk.                 |               | IPNI  |               |
| Trisetum                       | Pers.                   | gullhavren    | NRM   | Pooideae      |
| Tristachya                     | Nees                    |               | IPNI  | Panicoideae   |
| Triticum                       | L.                      | Vetesläktet   | NRM   | Pooideae      |
| Tuctoria                       | Reeder                  |               | IPNI  | Chloridoideae |

## U
| Vetenskapligt namn | Auktor    | Svenskt namn | Källa | Underfamilj   |
| ------------------ | --------- | ------------ | ----- | ------------- |
| Uniola             | L.        |              | SKUD  | Chloridoideae |
| Uranthoecium       | Stapf     |              | IPNI  | Panicoideae   |
| Urelytrum          | Hack.     |              | IPNI  | Panicoideae   |
| Urochlaena         | Nees      |              | IPNI  | Arundinoideae |
| Urochloa           | P.Beauv.  | leverhirs    | NRM   | Panicoideae   |
| Urochondra         | C.E.Hubb. |              | IPNI  | Chloridoideae |

## V
| Vetenskapligt namn     | Auktor                   | Svenskt namn  | Källa | Underfamilj   |
| ---------------------- | ------------------------ | ------------- | ----- | ------------- |
| Vahlodea → Deschampsia |                          |               |       | Pooideae      |
| Vaseyochloa            | Hitchc.                  |               | IPNI  | Chloridoideae |
| Ventenata              | Koeler                   |               | IPNI  | Pooideae      |
| Vetiveria              | Bory                     | vetivergräs   | SKUD  | Panicoideae   |
| Vietnamochloa          | Veldkamp & R.Nowack      |               | IPNI  | Chloridoideae |
| Vietnamosasa           | T.Q.Nguyen               |               | IPNI  | Bambusoideae  |
| Viguierella            | A.Camus                  |               | IPNI  | Chloridoideae |
| Vossia                 | Wall. & Griff.           |               | IPNI  | Panicoideae   |
| Vulpia                 | C.C.Gmel.                | ekorrsvinglar | NRM   | Pooideae      |
| Vulpiella              | (Batt. & Trab.) Burollet |               | SKUD  | Pooideae      |

## W
| Vetenskapligt namn | Auktor          | Svenskt namn | Källa | Underfamilj   |
| ------------------ | --------------- | ------------ | ----- | ------------- |
| Wangenheimia       | Moench          |              | SKUD  | Pooideae      |
| Whiteochloa        | C.E.Hubb.       |              | IPNI  | Panicoideae   |
| Willkommia         | Hack. ex Schinz |              | IPNI  | Chloridoideae |

## X
| Vetenskapligt namn | Auktor | Svenskt namn | Källa | Underfamilj |
| ------------------ | ------ | ------------ | ----- | ----------- |
| Xerochloa          | R.Br.  |              | IPNI  | Panicoideae |

## Y
| Vetenskapligt namn        | Auktor                  | Svenskt namn | Källa | Underfamilj  |
| ------------------------- | ----------------------- | ------------ | ----- | ------------ |
| Yakirra                   | Lazarides & R.D.Webster |              | IPNI  | Panicoideae  |
| Ystia → Schizachyrium     |                         |              |       | Panicoideae  |
| Yushania → Sinarundinaria |                         |              |       | Bambusoideae |
| Yvesia                    | A.Camus                 |              | IPNI  | Panicoideae  |

## Z
| Vetenskapligt namn | Auktor             | Svenskt namn | Källa | Underfamilj                   |
| ------------------ | ------------------ | ------------ | ----- | ----------------------------- |
| Zea                | L.                 | teosinter    | NRM   | Panicoideae                   |
| Zenkeria           | Trin.              |              | IPNI  | Arundinoideae                 |
| Zeugites           | P.Br.              |              | IPNI  | Centothecoideae               |
| Zingeria           | P.Smirn.           |              | IPNI  | Pooideae                      |
| Zizania            | L.                 | indianris    | NRM   | Bambusoideae, även Oryzoideae |
| Zizaniopsis        | Doell & Aschers.   |              | IPNI  | Bambusoideae, även Oryzoideae |
| Zonotriche         | (C.E.Hubb.) Phipps |              | IPNI  | Panicoideae                   |
| Zoysia             | Willd.             |              | IPNI  | Chloridoideae                 |
| Zygochloa          | S.T.Blake          |              | IPNI  | Panicoideae                   |

## Auktorkällor
- IPNI - International Plant Names Index
- NRM - Naturhistoriska riksmuseets checklista
- SKUD - Svensk kulturväxtdatabas